# Musée d’art de Kajaani
Le Musée d’art de Kajaani (finnois : Kajaanin taidemuseo) est un musée situé à Kajaani en Finlande.

## Architecture

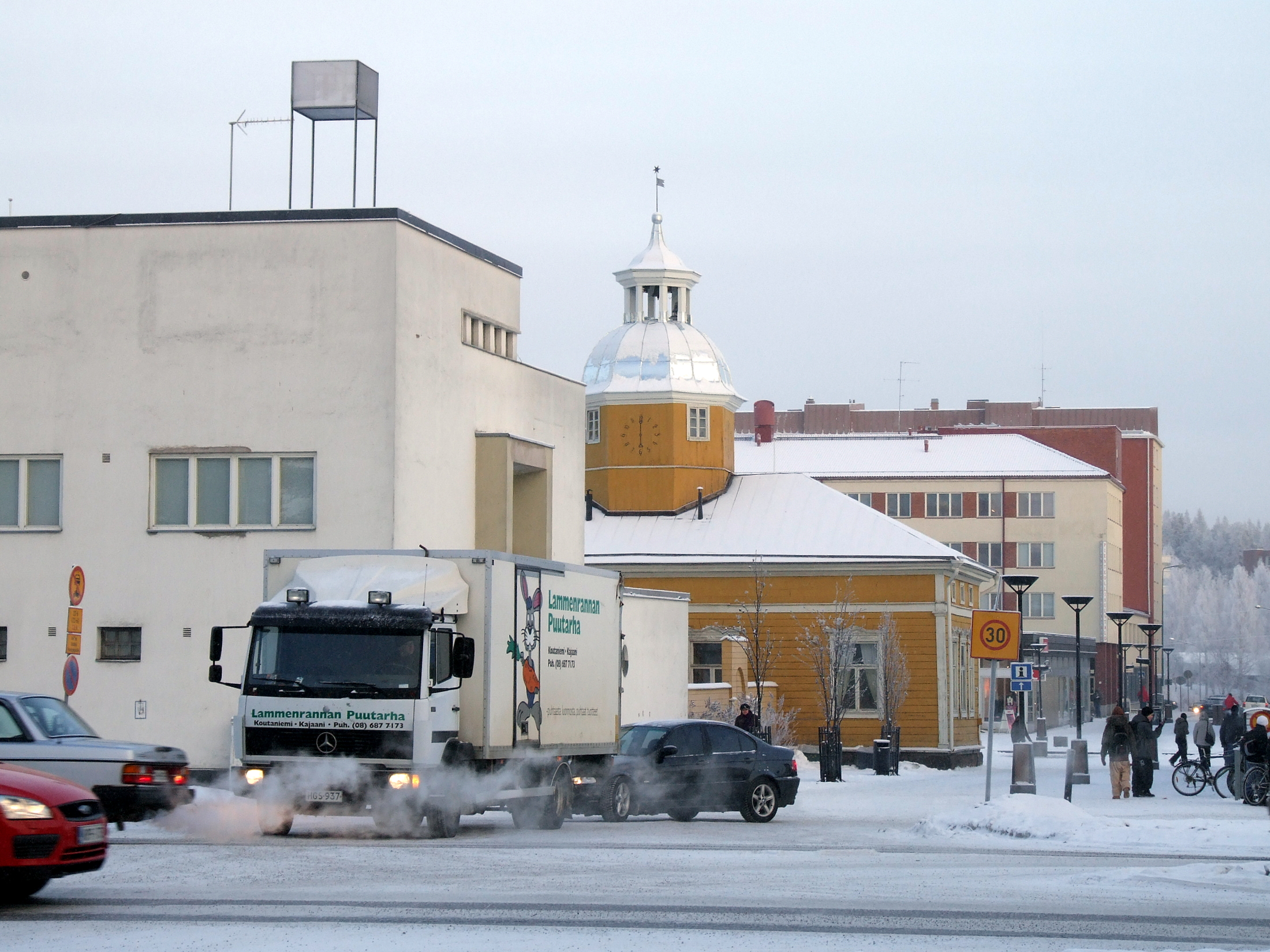
la rue Linnankatu, à gauche en avant plan le bâtiment du musée, en second plan l'ancienne mairie.

Le bâtiment de style fonctionnaliste conçu par Eino Pitkänen est construit en 1936 pour servir de piste de police.
Le jardin de sculptures relie le bâtiment du musée à l'ancienne mairie conçue par Carl Ludvig Engel et construite en 1831. 
L'ancienne mairie accueille des bureaux et des salles de réunion du musée.

## Collections
Les collections du musée sont constituées principalement d’œuvres finlandaises des années 1980 et 1990.
Les collections comprennent, entre autres, des œuvres de Juhana Blomstedt (fi), Carolus Enckell (fi), Tapio Junno, Pauno Pohjolainen (fi), Kain Tapper, Anitra Lucander et de Nina Terno (fi). 
Les collections d'artistes du Kainuu exposent notamment H. Ahtela (fi), Helvi Hyvärinen (fi), Matti Koskela, Jaakko Leppänen et Kaarlo Mikkonen.